# Stazione di Crotone
La stazione di Crotone è una delle stazioni più importanti della Ferrovia Jonica. Essa è situata a nord della città, a 6 metri s.l.m. ed era uno dei maggiori scali merci della regione Calabria.

## Storia

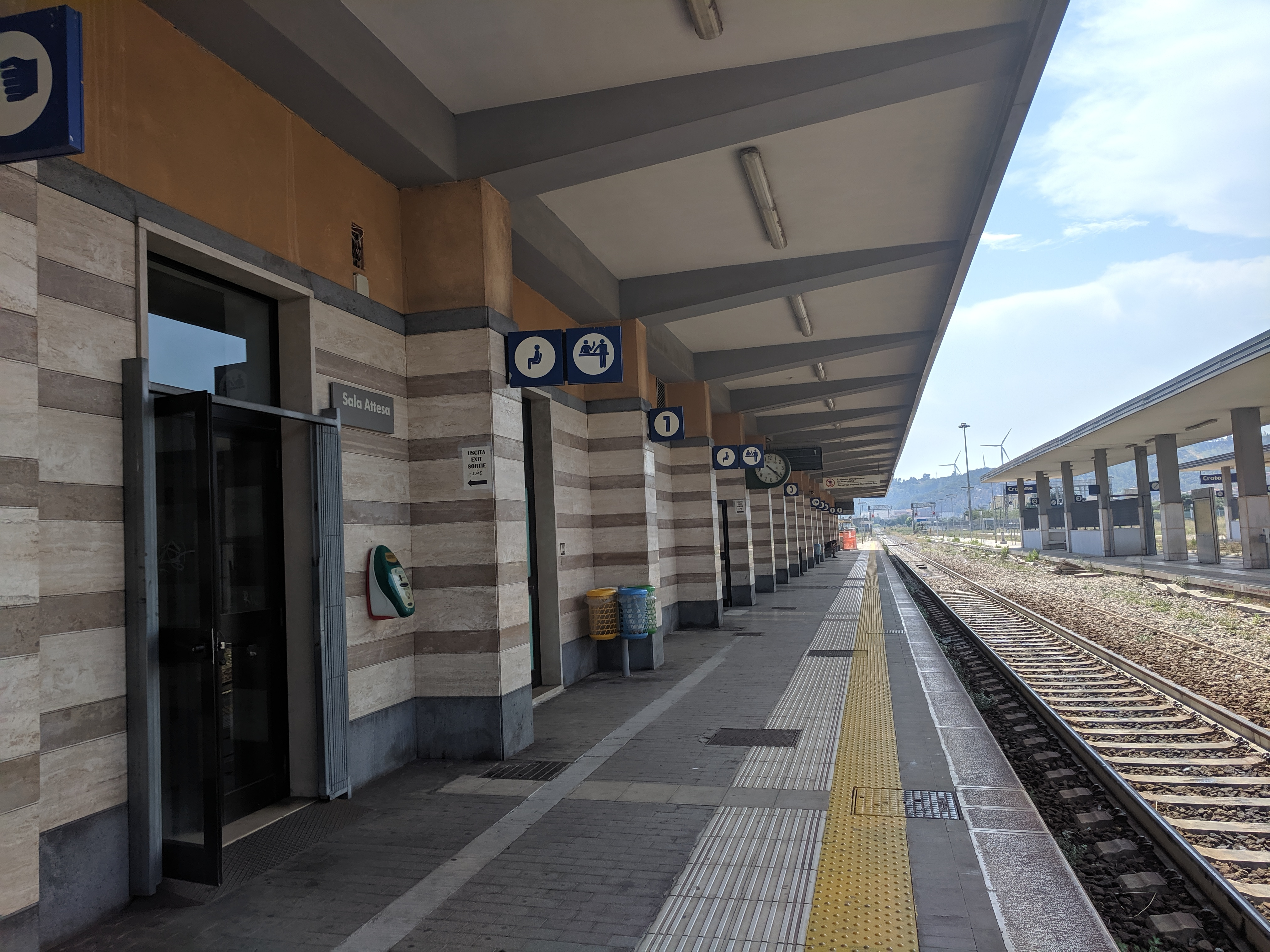
L'interno della stazione.

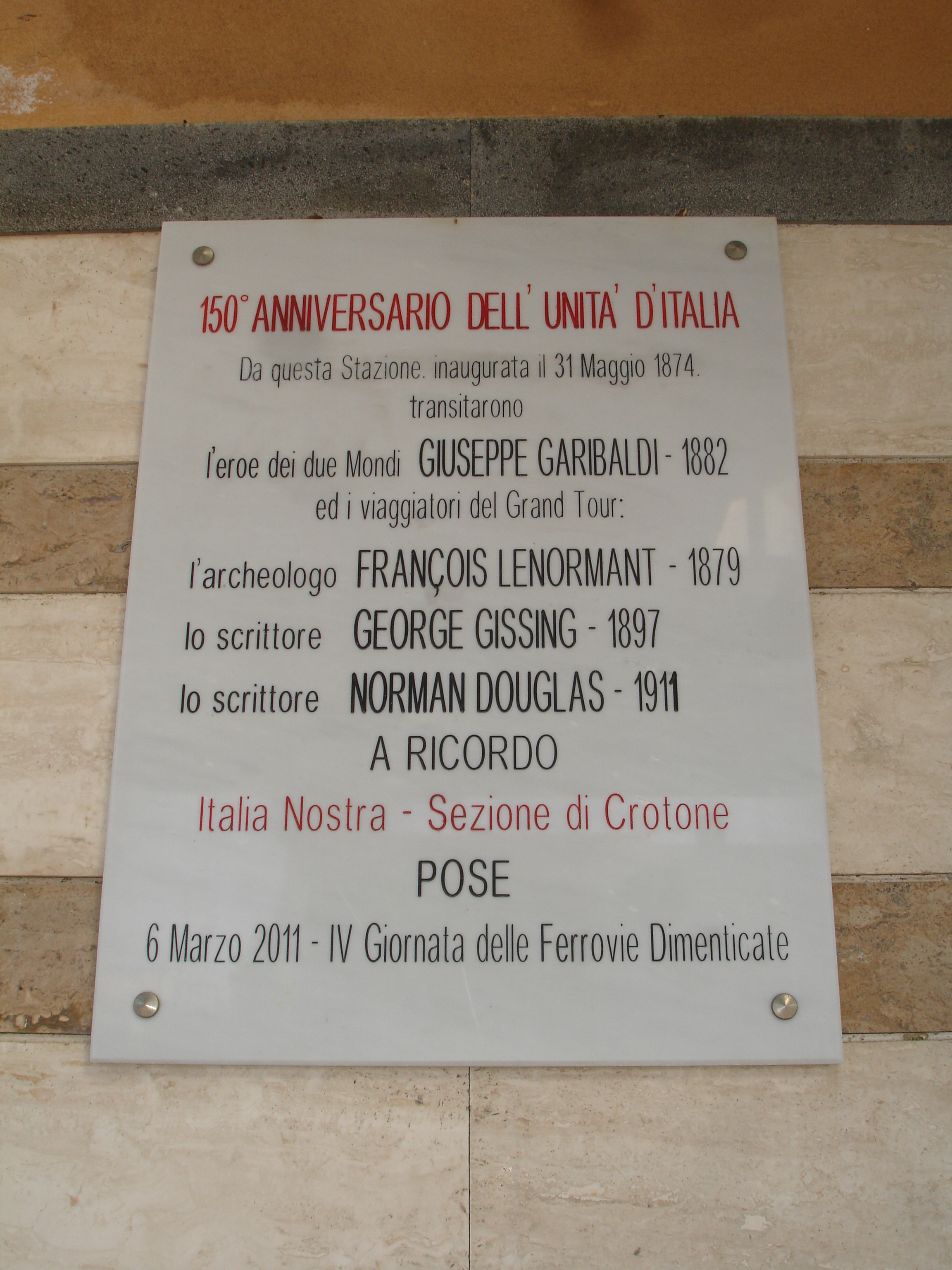
Targa commemorativa del 150º Anniversario dell'Unità d'Italia posta all'ingresso della stazione di Crotone dalla locale sede dell'associazione Italia Nostra, che ricorda alcuni dei personaggi famosi che transitarono in questa città, tra cui: François Lenormant (1879), Giuseppe Garibaldi (1882), George Gissing (1897) e Norman Douglas (1911).

La stazione della città di Crotone, alla fine dell'Ottocento, ebbe una grande importanza nel progetto della ferrovia Jonica da parte della Società Mediterranea. La stazione venne collocata a nord della città, oltre il fiume Esaro, in un'area che stava conoscendo un importante sviluppo industriale. Questa posizione, tuttavia obbligata dato lo sviluppo urbano della città, limitò di molto gli scambi con il Porto di Crotone, scambi che verranno garantiti qualche anno dopo dalla ferrovia a scartamento ridotto proveniente da Petilia Policastro. Negli anni l'importanza della stazione di Crotone andò ad aumentare, facendola divenire il principale scalo della Jonica dopo i capolinea Taranto e Reggio Calabria Centrale.

## Movimento
La stazione è servita dai treni InterCity operanti sulla relazione Reggio Calabria-Taranto-Bari/Lecce e dai treni regionali che collegano Crotone con Sibari, Lamezia Terme Centrale e Catanzaro Lido. In passato era servita dai treni A/R Intercity Notte Crotone-Milano.

## Struttura
La stazione di Crotone possiede uno degli impianti più grandi dell'intera regione Calabria, sebbene esso sia tuttora fortemente sottoutilizzato. Oltre ai 3 binari di corsa per servizio viaggiatori, possiede un binario tronco in direzione di Catanzaro Lido e un ulteriore fascio binari di corsa/ricovero, oltre il quale si hanno le due platee di lavaggio, alcuni binari tronchi e l'ormai ex-piano caricatore delle tramogge.
Dal lato opposto, invece, si hanno le strutture che accoglievano i carri dedicati al trasporto merci diffuso, altri binari tronchi di sosta (un tempo utilizzati per l'interscambio con le Ferrovie Calabro Lucane) e un piano per il carico/scarico dei carri bisarca tipo DDM, in composizione ad alcuni Espressi con servizio auto al seguito (AutoZug) fino alla fine degli anni novanta. Nella stazione sono in corso i lavori di elettrificazione che interessano la tratta da Sibari a Catanzaro Lido.

## Servizi
La stazione di Crotone dispone di:
- Biglietteria a sportello e automatica
- Sottopassaggio
- Servizi igienici
- Fermata autolinee urbane
- Stazione taxi
- Accessibilità per portatori di handicap
- Bar

## Galleria d'immagini

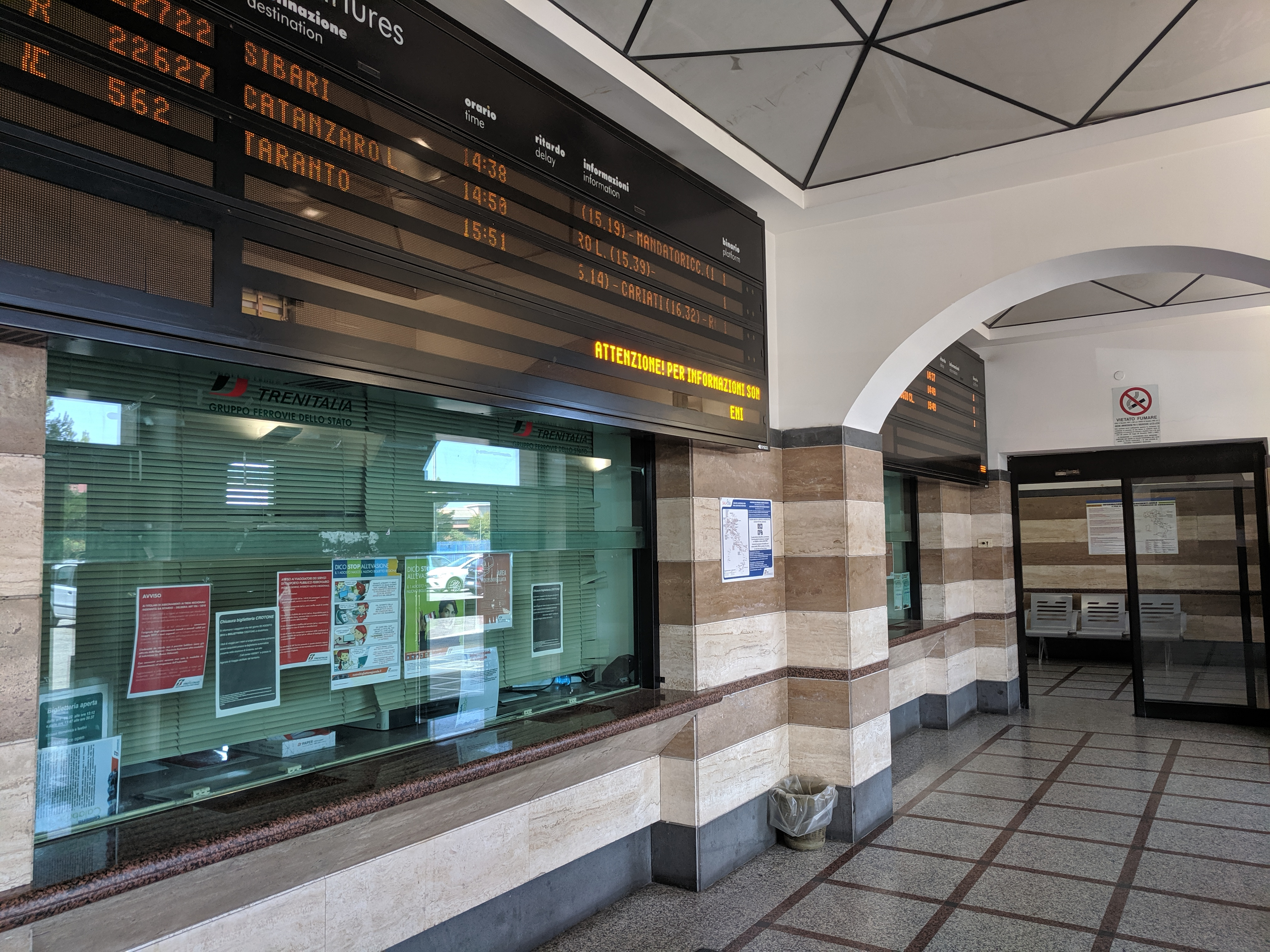
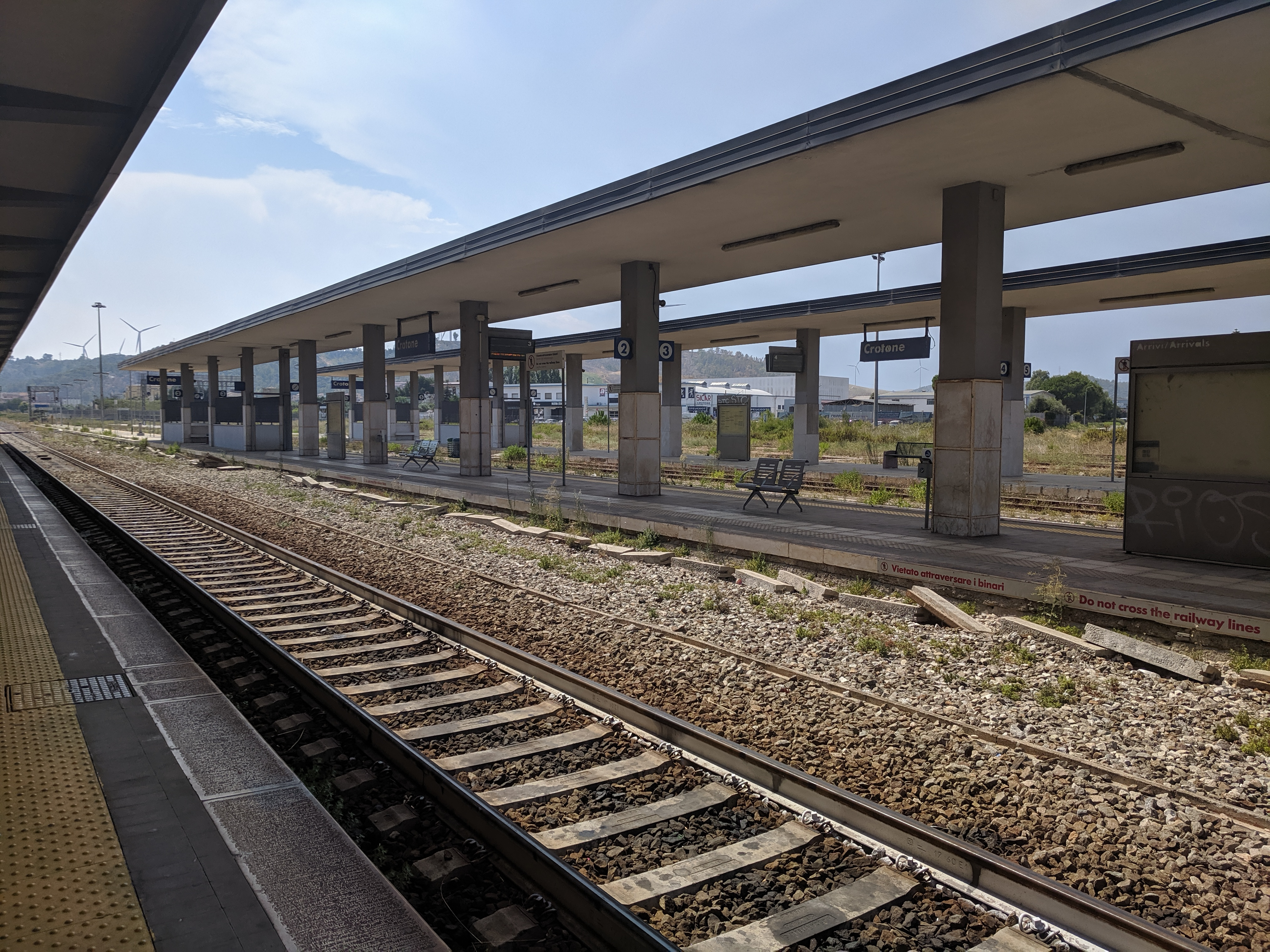